# Honschaft Dierdorf

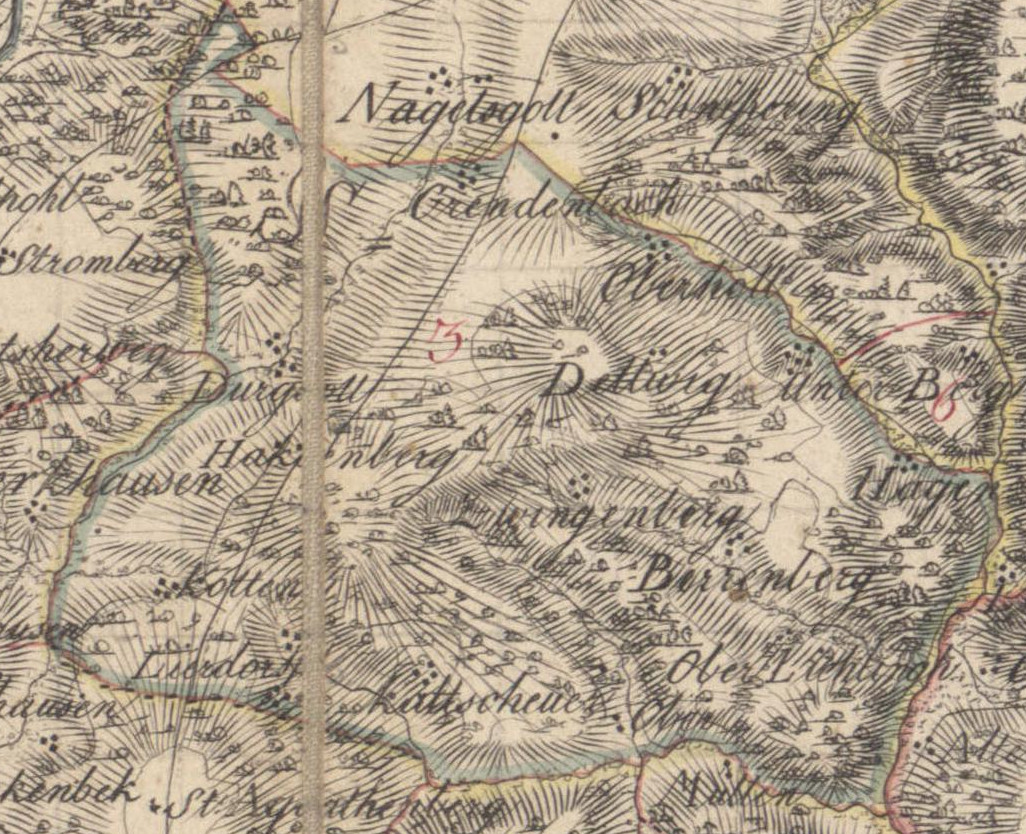
Ausschnitt aus der Karte von Wiebeking, 1789

Die Honschaft Dierdorf war vom Mittelalter in das 19. Jahrhundert hinein eine Honschaft des Kirchspiels Olpe im Landgericht Kürten des Amtes Steinbach im Herzogtum Berg.
Aus der Charte des Herzogthums Berg von Carl Friedrich von Wiebeking aus dem Jahr 1789 geht hervor, dass das Gebiet nicht mit dem übrigen Gebiet des Kirchspiels Olpe verbunden war, sondern eine Exklave im Kirchspiel Wipperfürth bildete.
Zur Honschaft gehörten seinerzeit neben dem Titularort Dierdorf (heute Oberdierdorf / Unterdierdorf) die Wohnplätze Berrenberg, Dellweg, Dohrgaul, Grennebach, Hackenberg, Hintermühle, Im Hagen, Kahlscheuer, Kotten,  Neeskotten, Niederholl, Oberholl, Vordermühle und Wingenbach.
Die alte Honschaft Dierdorf gehörte zwar zum Kirchspiel Olpe, allerdings sind die Bewohner im näher gelegenen Wipperfürth zur Kirche gegangen. Ab 1733 wurden Teile zur neuen Unterhonschaft Dellweg abgetrennt.
Unter der französischen Verwaltung zwischen 1806 und 1813 wurde das Amt Steinbach aufgelöst und die Honschaft wurde politisch der Mairie Klüppelberg im Kanton Wipperfürth im Arrondissement Elberfeld zugeordnet. 1816 wandelten die Preußen die Mairie zur Bürgermeisterei Klüppelberg im Kreis Wipperfürth.
1975 entstand aufgrund des Köln-Gesetzes die Stadt Wipperfürth in der heutigen Form, zu der große Teile der Gemeinde Klüppelberg, insbesondere das gesamte Gebiet der Honschaft Dierdorf kamen.